# 복제약

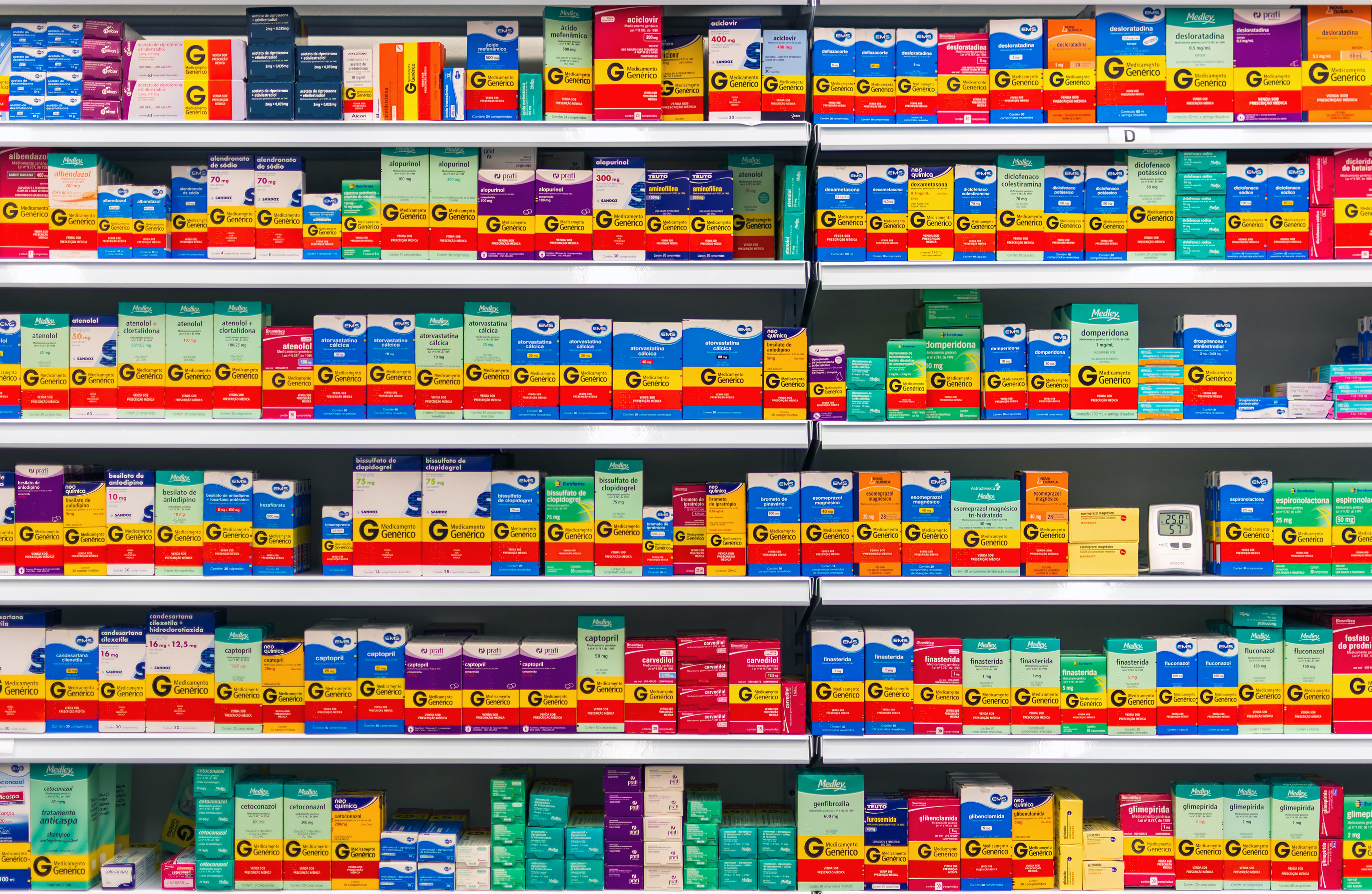
브라질(사진), 프랑스 등의 일부 국가에서 모든 판매 약품 단위 중 20% 이상이 제네릭에 속한다.

복제약(한국 한자: 複製藥) 또는 제네릭 의약품(영어: generic drug)은 이미 출시된 약을 그대로 만들어낸 의약품을 말한다. 일본의 경우 후발의약품(일본어: 後発医薬品)으로 일컬어진다. 일반의약품은 화학합성 제제로 저분자 화합물이라, 동일한 성분을 화학적으로 합성하는 것이 가능하다. 하지만 약에는 약효가 있는 성분 외에 부작용을 막거나 덩어리를 결합시키기 위해 사용되는 여러 물질이 섞여있고, 이들 성분까지 동일하게 만들 수는 없기 때문에 유효성분 함량이 같더라도 약효가 차이가 날 수 있다.
복제약은 검사 결과 생물학적으로 거의 동일한 효과를 낼 경우 생물학적 동등성 시험 인증을 받아 부작용에 대한 평가 없이 식품의약품안전처에서 정식 승인을 받게 된다.
오리지널 약품의 특허가 만료됐거나 특허가 만료되기 전이라 할지라도, 물질 특허를 개량하거나 제형을 바꾸는 등 모방하여 만든 의약품을 의미하므로, 특허가 끝나기 전에 제네릭 의약품(복제약) 허가를 받을 수 있지만, 동일 성분의 제네릭 의약품 출시는 물질 및 용도 특허가 끝난 시점부터 개발 해야 한다.

## 주요 실적
- 푸록틴/폭세틴캡슐(명인제약/환인제약) : 미국 일라이 릴리 앤드 컴퍼니가 개발한 플루옥세틴 성분의 항우울제로서, 특허 만료 이후, 1998년에 출시됨.
- 리페리돈/리스펜정(환인제약/명인제약) : 리스페리돈 성분의 조현병 치료제으로서, 원료 합성에서 완제품까지 100% 국산화한 제네릭 의약품으로 개발됨.
- 파록스정(명인제약) : 영국 글락소스미스클라인이 개발한 파록세틴 성분의 항우울제로서, 환자의 복용 편의성을 높이기 위해, 저용량인 10mg로 개발됨.
- 큐팜정(명인제약) : 벨기에 UCB가 개발한 레비티라세탐 성분의 뇌전증 치료제로서, 원료 합성에서 완제품까지 100% 국산화한 제네릭 의약품으로 개발됨.
- 자이레핀/뉴로자핀정(환인제약/명인제약) : 미국 일라이 릴리 앤드 컴퍼니가 개발한 올란자핀 성분의 조현병 치료제로서, 원료 합성에서 완제품까지 100% 국산화한 제네릭 의약품으로 개발됨.
- 멀타핀/밀타정(현대약품/명인제약) : NaSSA 계열에 속하는 미르타자핀 성분의 광범위 항우울제로서, 주요 우울증의 1차 약제로 처방되며, 다른 항우울제보다 부작용이 현저히 낮으므로, 분할 투여 용량인 7.5mg로 개발됨.
- 밀타오디정(명인제약) : NaSSA 계열에 속하는 미르타자핀 성분의 광범위 항우울제로서, 주요 우울증의 1차 약제로 처방되며, 목넘김이 어려운 정제 대신, 입 안에서 바로 녹여서 복용하는 구강 붕해정(Orally Disintegrated Tablet)으로 개발됨.
- 팔리스펜서방정(명인제약) : 팔리페리돈 성분의 서방형 조현병 치료제로서, 1일 1회 복용으로 환자의 복용 편의성을 개선한 원개발사(한국얀센)의 OROS(약물이 삼투압으로 흡수되는 제형) 특허를 회피하여, 국내 최초로 장용성 젤매트릭스 제형으로 개발됨.
- 쿠에타핀/큐로켈정(환인제약/명인제약) : 영국 아스트라제네카가 개발한 쿠에티아핀 성분의 조현병 치료제로서, 조현병 및 양극성 장애의 1차 약제로 처방되며, 분할 투여 용량인 12.5mg 및 50mg로 개발됨.
- 레피졸/아리피졸정(명인제약/환인제약) : 일본 오츠카제약이 개발한 아리피프라졸 성분의 조현병 치료제로서, 조현병 및 양극성 장애, 주요 우울증 치료의 부가 요법제로 처방되며, 환자의 복용 편의성을 높이기 위해, 적응증 및 연령에 따른 투여 용량을 세밀하게 조절할 수 있는 최저용량인 1,2mg과 고용량인 30mg으로 개발됨.
- 프레갈/프리렙톨캡슐(명인제약/환인제약) : 미국 화이자가 개발한 프레가발린 성분의 뇌전증 치료제로서, 신경성 통증의 1차 약제로 처방되며, 환자의 복용 편의성을 높이기 위해, 저용량인 25mg 및 50mg로 개발됨.
- 큐팜XR서방정(명인제약) : 레비티라세탐 성분의 뇌전증 치료제로서, 환자의 복용 편의성을 높이기 위해, 장용성 서방형 제형인 XR로 출시됨.
- 아토목신캡슐(명인제약) : 미국 일라이 릴리 앤드 컴퍼니가 개발한 아토목세틴 성분의 비습관성 ADHD(주의력 결핍 장애) 치료제로서, 특허 만료 이후, 2014년에 출시됨.
- 코팩사XR서방캡슐(명인제약) : 미국 화이자가 개발한 벤라팍신 성분의 서방형 항우울제로서, 특허 만료 이후, 2008년에 출시됨.
- 듀로셉톨/드록틴캡슐(환인제약/명인제약) : 둘록세틴 성분의 장용성 항우울제로서, 특허 만료 이후, 2014년에 출시됨.
- 니코피온서방정(한미약품) : 영국 글락소스미스클라인이 개발한 부프로피온 성분의 서방형 항우울제로서, 정부 지원 금연 치료 의약품으로 출시됨.
- 뉴프람/엑스프람정(명인제약/현대약품) : 덴마크 룬드벡이 개발한 에스시탈로프람 성분의 항우울제로서, 특허 만료 이후, 2008년에 출시됨.
- 트라린정(명인제약) : 미국 화이자가 개발한 설트랄린 성분의 항우울제로서, 환자의 복용 편의성을 높이기 위해, 저용량인 25mg로 개발됨.
- 팔팔정(한미약품) : 미국 화이자가 개발한 실데나필 성분의 발기부전 치료제로서, 특허 만료 이후, 2014년에 출시됨.
- 구구정(한미약품) : 미국 일라이 릴리 앤드 컴퍼니가 개발한 타달라필 성분의 발기부전 치료제로서, 특허 만료 이후, 2015년에 출시됨.
- 로나큐정(환인제약) : 일본 다이닛폰 스미토모제약이 개발한 블로난세린 성분의 조현병 치료제로서, 특허 만료 이후, 2019년에 출시됨.
- 보세틴정(명인제약) : 덴마크 룬드벡과 다케다 약품공업이 합작으로 개발한 보티옥세틴 성분의 비전형적 다중 기전 항우울제로서, 2024년에 출시됨.
- 페리콤파정(명인제약) : 일본 에자이가 개발한 페람파넬 성분의 뇌전증 치료제로서, 특허 만료 이후, 2023년에 출시됨.
- 실버셉트/하이페질정(명인제약/현대약품) : 일본 에자이가 개발한 도네페질 성분의 치매 치료제로서, 특허 만료 이후, 2006년에 출시됨.

## 주요 제네릭 의약품 제조 업체
- 명인제약
- 한미약품
- 환인제약
- 현대약품

## 후진국의 예외
후진국에서는 특허나 의약품 개발사의 기득권으로부터 제약을 받지 않고 복제약 제조가 허가되기도 한다.

## 같이 보기
- 바이오시밀러